# Coelichneumon maritimensis
Coelichneumon maritimensis là một loài tò vò trong họ Ichneumonidae.